# Hažlín
Hažlín (ungarisch Hazslin) ist ein Ort und eine Gemeinde im Osten der Slowakei, mit 1058 Einwohnern (Stand 31. Dezember 2024). Sie gehört zum Okres Bardejov (Prešovský kraj).

## Geographie

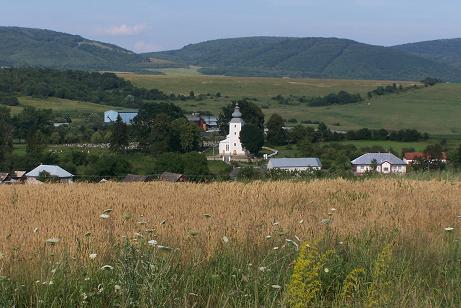
Blick auf die Kirche und die umliegende Landschaft

Der Ort liegt im Bergland Ondavská vrchovina (Teil der Niederen Beskiden) an mehreren Bächen, die den Ort als Hažlínka verlassen. Nordwestlich des Ortes liegt der „Hausberg“ Kačalová (677 m n.m.). Hažlín ist 13 Kilometer von Bardejov entfernt.

## Geschichte
Hažlín wird zum ersten Mal in einer Urkunde, datiert am 12. April 1414 als Henslengh schriftlich erwähnt und war Teil des Herrschaftsgut von Makovica. Indirekte Erwähnungen gibt es aber schon im 13. und 14. Jahrhundert.

## Bevölkerung
| Jahr                | 1994 | 2004    | 2014    | 2024    |
| ------------------- | ---- | ------- | ------- | ------- |
| Anzahl der Personen | 1193 | 1191    | 1135    | 1058    |
| Unterschied         |      | −0,16 % | −4,70 % | −6,78 % |

| Jahr                | 2023 | 2024    |
| ------------------- | ---- | ------- |
| Anzahl der Personen | 1051 | 1058    |
| Unterschied         |      | +0,66 % |

## Sehenswürdigkeiten
- römisch-katholische Kirche aus dem Jahr 1750